# Draba dedeana
Draba dedeana är en korsblommig växtart som beskrevs av Pierre Edmond Boissier och Georges François Reuter. Draba dedeana ingår i släktet drabor, och familjen korsblommiga växter. Inga underarter finns listade i Catalogue of Life.

## Bildgalleri

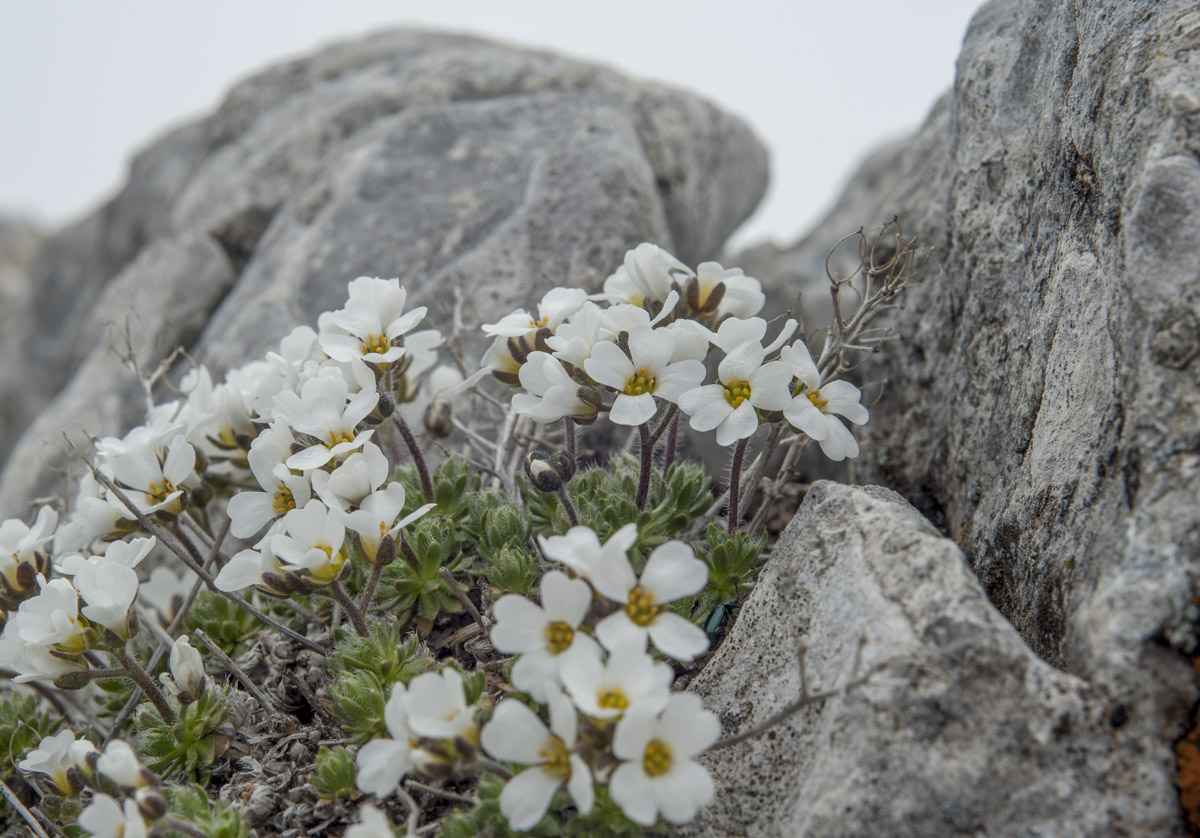